# 2024년 하계 올림픽 키프로스 선수단
2024년 하계 올림픽 키프로스 선수단은 2024년 7월 26일부터 8월 11일까지 프랑스 파리에서 열리는 2024년 하계 올림픽에 참가한 올림픽 키프로스 선수단이다. 키프로스는 이 대회를 통해 12번째 연속으로 하계 올림픽에 출전했다.

## 출전 선수
| 종목   | 남자 | 여자 | 전체 |
| ------ | ---- | ---- | ---- |
| 사격   | 0    | 1    | 1    |
| 사이클 | 0    | 1    | 1    |
| 수영   | 1    | 1    | 2    |
| 요트   | 2    | 2    | 4    |
| 유도   | 0    | 1    | 1    |
| 육상   | 2    | 2    | 4    |
| 체조   | 1    | 1    | 2    |
| 펜싱   | 1    | 0    | 1    |
| 전체   | 7    | 9    | 16   |

## 메달 집계
| 종목 | 1 | 2 | 3 | 합계 |
| 종목 | ' | ' | ' | '    |
| 종목 | ' | ' | ' | '    |
| 종목 | ' | ' | ' | '    |
| 합계 | ' | ' | ' | '    |

## 종목별 성적

### 요트
남자
여자

### 유도
여자

### 육상
남자
여자

### 사격
남자
여자

### 사이클
여자

### 수영
남자
여자

### 체조
리듬체조
- 베라 투골루코바

### 펜싱
남자

## 같이 보기
- 2024년 하계 올림픽